# Parodontax
Parodontax — торговая марка зубных паст и ополаскивателей, принадлежащая компании Haleon (ранее — GSK).

## История
Зубная паста Parodontax была разработана в 1937 году немецким стоматологом — доктором Фокке. Изначально продукт был основан на гидрокарбонате натрия. Следовательно, он был разработан немецкой фармацевтической компанией Madaus, которая специализировалась на фитотерапии и добавляла компоненты, которые были особенно противовоспалительными и антибактериальными, в том числе экстракты нескольких лекарственных растений.
Исторические ингредиенты зубной пасты содержали следующие элементы: бикарбонат натрия, воду, глицерин, кокамидопропилбетаин, спирт, экстракт корня ратании (Krameria triandra), экстракт цветков/листьев/стеблей эхинацеи (Echinacea purpurea), денатурированный спирт, ксантановую камедь, экстракт ромашки (Chamomilla recutita), экстракт мирры (Commiphora myrrha), сахарин натрия, бензоат натрия, масло шалфея (Salvia officinalis), масло дикой мяты (Mentha arvensis), лимонен и оксид железа. Эти растительные экстракты придавали зубной пасте особый солёный вкус. 
В 1975 году компания Parodontax выпустила первый в Германии продукт, содержащий диглюконат хлоргексидина. С 1989 года активное вещество хлоргексидина диглюконат широко используется в лечении заболеваний дёсен. На протяжении многих лет был разработан широкий спектр фармацевтических продуктов, включая ополаскиватели для полости рта, спреи и гели, чтобы обеспечить эффективное краткосрочное лечение гингивита. 
С 2001 года бренд Parodontax принадлежит компании GlaxoSmithKline, которая продолжила производство пасты по старому рецепту. Однако в 2017 году травяные экстракты были удалены, и в итоге паста Parodontax стала выпускаться с фторидом олова (активным ингредиентом) и бикарбонатом натрия (абразивным ингредиентом). Тем не менее, производители утверждают, что паста всё ещё обладает способностью лечить кровоточивость дёсен, что оспаривается ассоциациями стоматологов. 